# Ademhalingscentrum
Het ademhalingscentrum bestaat uit verscheidene groepen van neuronen die gelokaliseerd zijn in de medulla oblongata en de pons. Deze neuronen zorgen voor de regulatie van de ademhaling. Er kan een onderscheid gemaakt worden tussen drie groepen neuronen:
1. een dorsale ademhalingsgroep (in het dorsale gedeelte van de medulla oblongata) die voornamelijk zorgt voor inademing,
2. een ventrale ademhalingsgroep (in het ventrolaterale gedeelte van de medulla oblongata) die zorgt voor zowel in- als uitademing,
3. het pneumotaxische centrum (in het dorsaal gedeelte van de pons), dat zorgt voor de ademhalingsfrequentie.

## Ademhalingscentra

### De dorsale ademhalingsgroep van demedulla oblongata
Deze groep neuronen in het dorsale gedeelte van de medulla oblongata staat voornamelijk in voor de regulatie van inademing (= inspiratie) en speelt de belangrijkste rol in de regulatie van de ademhaling. Deze groep is gelegen in de nucleus tractus solitarii. Dit gebied ontvangt sensorische input van twee craniale zenuwen:
1. de nervus glossopharyngicus en
2. de nervus vagus.

Deze sensorische input bevat informatie van:
- baroreceptoren;
- chemoreceptoren;
- verscheidene types receptoren in de long.

Al deze receptoren spelen een rol bij de beheersing van de ademhaling.
Het signaal dat vanuit dit centrum gegeven wordt naar de primaire ademhalingsspieren (en voornamelijk naar het middenrif) verloopt geleidelijk. Hierdoor wordt een vlotte inspiratiebeweging gemaakt. Het signaal begint zwak en neemt gedurende twee seconden toe in sterkte. Hierna stopt het signaal plots en houdt ongeveer drie seconden op, zodat de elastische longen en de borstkas weer naar hun beginpositie terugkeren (en hierbij dus wordt uitgeademd). Hierna begint de cyclus opnieuw.
De inademingsbeweging kan op twee manieren beïnvloed worden:
- De snelheid van toename van het signaal kan gemanipuleerd worden en hierdoor ook de snelheid van de ademhalingsbeweging. Zo zal een snelle toename in signaalsterkte leiden tot een snelle vulling van de longen.
- Het punt waar het signaal abrupt wordt afgebroken en de uitademing (= expiratie) begint. Hoe sneller het signaal stopt hoe korter de duur van de inspiratiebeweging en hoe sneller de cyclus afgerond is. Hierdoor versnelt tevens de ademhaling.

### Het pneumotaxische centrum van depons
Dit centrum is gelegen in de nucleus parabrachialis van het bovenste gedeelte van de pons. De functie ervan bestaat uit het bepalen van waar het ademhalingssignaal plots dient afgebroken te worden. Een sterk pneumotaxisch signaal kan ervoor zorgen dat de inademing slechts 0,5 s duurt voordat het signaal wordt afgebroken. In deze situatie worden de longen slechts weinig gevuld. Wanneer de pneumotaxische signalen zwak zijn kan de ademhaling 5 s of langer duren waardoor er een grotere vulling van de longen plaatsvindt. De primaire functie van het pneumotaxische centrum is dus het limiteren van de ademhalingsbeweging. Dit leidt tevens tot een versnelde ademhaling. Wanneer het signaal immers voortijdig wordt afgebroken vindt een korte inademingsbeweging plaats en daardoor tevens een korte uitademingsbeweging. Hierdoor is de duur van de gehele cyclus verkort.

### De ventrale ademhalingsgroep van demedulla oblongata
Tijdens normale rustige ademhaling is dit centrum inactief. Een rustige ademhaling wordt daarom enkel veroorzaakt door een ritmische activatie die een inspiratiebeweging veroorzaakt en de daarop volgende elastische terugkeer van de longen en borstkas naar de beginsituatie. Wanneer echter grote eisen worden gesteld aan de ademhaling (bijvoorbeeld tijdens fysieke inspanning) wordt dit gebied actief. Tevens ontdekte men dat na elektrische stimulatie van bepaalde neuronen van dit gebied een inspiratiebeweging optrad. Wanneer andere neuronen gestimuleerd werden trad een expiratiebeweging op. Dit gebied regelt dus zowel in- als uitademing tijdens zware inspanningen.

## Sensorische input

### Rekreceptoren
De rekreceptoren (Engels: stretch receptors) zijn gelokaliseerd in de gespierde wanden van de bronchi en bronchioli. Deze geven een signaal via de nervus vagus naar de dorsale ademhalingsgroep van de medulla oblongata. Deze ademhalingsgroep staat in voor de meest basale regulatie van de ademhaling. Wanneer de receptoren uitrekken geven ze een signaal naar dit ademhalingscentrum zodat het inspiratiesignaal onderbroken wordt. Dit onderbreken ten gevolge van het uitrekken van de rekreceptoren wordt de Hering-Breuerreflex genoemd en is analoog aan de onderbreking van de inspiratie uitgaande van het pneumotaxische centrum van de pons. Deze reflex wordt echter niet geactiveerd als het teugvolume lager ligt dan anderhalve liter. Vermoed wordt dat deze reflex daarom een protectieve functie bezit, eerder dan een primaire regulatie van de ademhaling.

### Chemoreceptoren
Een adequate ademhaling zorgt voor gebalanceerde concentraties van zuurstof (O2) koolstofdioxide (CO2) en waterstofionen (H+) in de weefsels. Daarom is de ademhaling gevoelig voor wijzigingen in de concentraties van deze stoffen. Zo heeft een overmaat aan waterstofionen of koolstofdioxide in het bloed een directe invloed op het ademhalingscentrum. Hierdoor ontstaat een toename van de motorische signalen naar de ademhalingsspieren. De zuurstofconcentratie daarentegen heeft geen directe invloed op het ademhalingscentrum. De waarneming van de zuurstofconcentratie geschiedt via de perifere chemoreceptoren die gelokaliseerd zijn in de aorta en de halsslagaders. Deze chemoreceptoren geven signaal naar het ademhalingscentrum.